# Anne-Elizabeth Stone
Anne-Elizabeth Stone (Chicago, 31 dicembre 1990) è una schermitrice statunitense.

## Palmarès
- Mondiali

Budapest 2013: bronzo nella sciabola a squadre.
Kazan 2014: oro nella sciabola a squadre.
Mosca 2015: bronzo nella sciabola a squadre.
Wuxi 2018: bronzo nella sciabola individuale.
- Campionati panamericani

Cartagena 2013: argento nella sciabola individuale.